# Зилбер, Григорий Самуилович
Григорий Самуилович Зилбер (Григорий-Хирш Зильбер, латыш. Grigorijs Zilbers; род. 26 мая 1955, Екабпилс, ЛатвССР, СССР) — латвийский поп-композитор.
Родился в еврейской рабочей семье. Окончил техникум культуры со специализацией в дирижировании и игре на тромбоне, работал в доме культуры города Плявиняс, затем перебрался в Ригу. Песни Зильбера исполняли самодеятельные латвийские исполнители. С 1981 г. он подвизался в юрмальском музыкально-эстрадном объединении. Был дружен с Унгаром Савицким, по приглашению которого участвовал в качестве дополнительного музыканта в выступлениях группы Jumprava.
Путёвкой в мир профессиональной музыки стала для Зильбера песня «Леонора» (1985, первоначальный русский текст А. Гаргажина), которая неоднократно транслировалась по латвийскому радио и вошла в репертуар нескольких исполнителей (в частности, Жоржа Сиксны). В 1987 г. литовский певец Миклас Линдас исполнил эту песню на всесоюзном конкурсе «Золотой камертон» и занял третье место.
Во второй половине 1980-х гг. Зильбер много сотрудничал с певицей Норой Бумбиере, был её аккомпаниатором; последней песней, которую записала Бумбиере, стала песня Зильбера «Капли дождя» (латыш. Lietus lāses). Песни Зильбера исполняли также Виктор Лапченок, Андрис Даниленко, Карлис Аргалис-Страуменс, он работал с поэтами-песенниками Марой Залите, Борисом Дубровиным, Игорем Кохановским.
В 1990-е гг. Зильбер некоторое время руководил детским музыкальным коллективом в Рижской еврейской школе, а в 2001 году вместе с женой и шестью детьми репатриировался в Израиль. Живёт в Кацрине, сотрудничает с рядом израильских детских музыкальных коллективов, в том числе с ансамблем «Кешет» (Ашдод). Сообщалось также о его работе над рок-оперой «Моисей».